# K-SUKE
K-SUKE（ケースケ、1990年4月29日 - ）は、千葉県船橋市出身のマジシャン、俳優。身長180cm。血液型A型。
テレビ朝日の日本一のマジシャンを決める対決企画「最強No.1決定戦 マジック王-KING-」にて優勝。対戦相手はKiLa、山上兄弟、ほか。「マジック王」の称号を持つ。絵コンテの制作から携わった株式会社JALカードのCM「新しすぎるクレジットカードの支払い方」と「楽しすぎるクレジットカードの支払い方」では、全てのシーンにトリックを仕込んでいたことが話題を集めた。
2018年にミュージカル版「恋する♡ヴァンパイア」でミュージカル俳優デビュー。SixTONESの京本大我と共にBlack Iceというグループを結成。
2020年には日本一タキシードが似合う男性として「ミスタータキシード」の称号を、JFCA日本フォーマルウェア文化普及協会から授与された。
2022年4月29日に芸名がK-SUKEから漢字表記の白百合慶祐に。

## 出演

### CM
- 2016年 JALカード「新しすぎるクレジットカードの支払い方」
- 2017年 JALカード「楽しすぎるクレジットカードの支払い方」
- 2018年 セブン＆アイ「オムニ７のバレンタイン」

### テレビ番組
2011年
- TBS「はなまるマーケット」

2012年
- 日本テレビ「スッキリ!!」8月と12月に二度出演。

2013年
- フジテレビ「カスペ!」

2014年
- テレビ朝日「若大将のゆうゆう散歩」

2015年
- テレビ朝日「最強No.1決定戦 マジック王-KING-」

日本一のマジシャンを決める企画で優勝。対戦相手はKiLa,山上兄弟,マスクオブマジシャン。
- テレビ朝日「あの遊びをバージョンアップ! キスマイGAME」
- フジテレビ「バイキング」

2016年
- CX「ノンストップ!」
- テレビ朝日「アメトーーク＆金曜★ロンドンハーツ姉妹番組3時間SP」
- テレビ朝日「金曜★ロンドンハーツ」
- TBS「EYEQパーク」
- TBS「有吉ジャポン」
- NHK BS ザ・プレミアム「たけしの“これがホントのニッポン芸能史”」
- KAB「くまパワ」
- KAB「5ch ファイブチャンネル」

2017年
- 日本テレビ「嵐にしやがれ」
- 読売テレビ「ダウンタウンDX」
- TBS「王様のブランチ」
- TBS「珍種目No.1は誰だ!? ピラミッド・ダービー」
- BSフジ「DO YOU?サタデー」
- BS日テレ「神業傑作選」
- KAB「くまパワ」

2018年
- BS日テレ「次世代マジシャン神業列伝」
- 関西テレビ「10分間ノーカット極限SHOW 10ミニッツ」
- フジテレビ「痛快TV スカッとジャパン」

2019年
- テレビ朝日「金曜★ロンドンハーツ」

2020年
- TBS「櫻井・有吉 THE夜会」
- 日本テレビ「THE突破ファイル」
- Amazonプライム・ビデオ「なぎスケ!」
- テレビ東京「よじごじDays」
- 日本テレビ「世界まる見え!テレビ特捜部」
- TBS「この差って何ですか?」
- AbemaTV「ヒロミ・指原の“恋のお世話始めました”」

2021年
- AbemaTV「ヒロミ・指原の“恋のお世話始めました”」
- BSフジ「ザ・マジックシアター」
- テレビ朝日「日本人の3割しか知らないこと くりぃむしちゅーのハナタカ!優越館」
- 日本テレビ「めざせ！グローバルスター」
- TBS「あさチャン！」
- テレビ朝日「その恋に正解ってありますか？」

2022年
- BSフジ「ザ・マジックシアター　新春！スゴ腕マジシャン大集合SP」

### ラジオ
- TBSラジオ「千葉ドリーム!もぎたてラジオ」（2015年）

### 雑誌
- ハイフライヤーズ「On Come Up」[12]

### 舞台
- 劇メシ「Episode.01 キツネたちが円舞る夜」
- 劇メシ「Episode.01 なんでもないトマトなのに」
- 劇メシ「JUNCTION スパイスアップ・ナイトパレード」
- ミュージカル「「また、必ず会おう」と誰もが言った。」（2018年） ‐ 雄太 役
- ミュージカル「恋する♡ヴァンパイア」[13]（2018年3月9日 - 11日、天王洲 銀河劇場 / 3月16日、広島アステールプラザ / 3月23日 - 25日、森ノ宮ピロティホール / 3月28日 - 4月1日、天王洲 銀河劇場〔東京凱旋公演〕）- タイガー 役
- ミュージカル「ふたり阿国」（2019年3月-4月、明治座） - 市十郎 役

## 受賞歴
- Magic Masters Open 2005 国際大会ジュニア部門 優勝
- Magic Castle Scout Caravan 2007 優勝
- Magic Masters Open 2009 優勝
- EMC Rating Contest 優勝
- Asia Magic Convention クロースアップマジック部門 準優勝
- JCMA The Japan Cup 2012 Peoples Choice Award 受賞
- JCMA The Japan Cup 2012 Script Meanuver Award 受賞
- テレビ朝日「マジック王」優勝
- JFCA日本フォーマルウェア文化普及協会主催 第3回フォーマルウェアコンテスト「ミスタータキシード部門」グランプリ